# أيفي أوستين
أيفي أوستين (بالإنجليزية: Ivy Austin)‏ هي ممثلة أمريكية، ولدت في 19 يناير 1958 في بروكلين في الولايات المتحدة.

## وصلات خارجية
- الموقع الرسمي
- أيفي أوستين على موقع IMDb (الإنجليزية)
- أيفي أوستين على موقع قاعدة بيانات برودواي على الإنترنت (الإنجليزية)
- أيفي أوستين على موقع قاعدة بيانات الفيلم (الإنجليزية)